# Tutto Treno
tuttoTRENO è una rivista italiana di treni e fermodellismo, edita dalla Duegi Editrice.

## Storia
La rivista venne fondata nel 1987 da Gianfranco Berto (1959-2021), un fotografo ed editore appassionato di ferrovia assieme alla casa Duegi Editrice sull'idea del fotografo milanese Giovanni Gastel: nel febbraio del 1988 uscì in edicola il numero 1 con frequenza bimestrale; dal 1989 le uscite sono 11 ogni anno (il numero di luglio/agosto con maggior numero di pagine). e divenne ben presto nota per gli scatti di Berto e dei suoi colleghi. A partire dal 1989 cominciano ad essere prodotti i documentari, intitolati “tuttoTRENO in VIDEO”.
Nel 1991 vengono pubblicate le monografie di approfondimento, come parte della collana “tuttoTRENO TEMA”, mentre nel 1997 attiva il sito internet e fino al 2000 nascono i “Numeri Speciali”, il semestrale “tuttoTRENO & Storia” ed il trimestrale “tuttoTRENO Modellismo”, dedicato appunto al modellismo ferroviario. Viene inoltre attivato l'e-commerce. A partire dal 2002 vengono prodotti kit di montaggio di modelli di carri merci FS.
Nel luglio 2005 la sede della Duegi viene traslocata a Ponte S. Nicolò (Padova); nel 2006 “tuttoTRENO” raggiunge il numero 200 raggiungendo il primato di 32 prodotti distribuiti in un solo anno. Nel gennaio 2007 esce il primo DVD, Glacier Express, mentre i documentari precedenti vengono rimasterizzati dalle videocassette.
Il 6 luglio 2021 viene annunciata la scomparsa prematura di Gianfranco Berto, la cui famiglia ha ricevuto condoglianze dalla Fondazione FS Italianee da diverse associazioni fermodellistiche e di tutela del patrimonio ferroviario. Dal 31 marzo 2022, la proprietà della Duegi Editrice, a conclusione di una trattativa che era già iniziata da Gianfranco Berto nel 2019, è passata alla Fondazione FS e la direzione editoriale di tuttoTRENO è passata all'ingegner Luigi Cantamessa.

## Altre pubblicazioni periodiche
Nel corso degli anni la casa editrice ha edito riviste derivate da tuttoTRENO che trattano argomenti più specifici.

### tuttoTRENO & Storia
Rivista a cadenza semestrale dedicata a servizi, linee e rotabili del passato.

### tuttoTRENO Modellismo
Rivista a cadenza trimestrale dedicata al modellismo ferroviario.

### tuttoTRENO Tema
Monografia a cadenza annuale dedicata a un determinano argomento di carattere ferroviario.